# 工业工程学

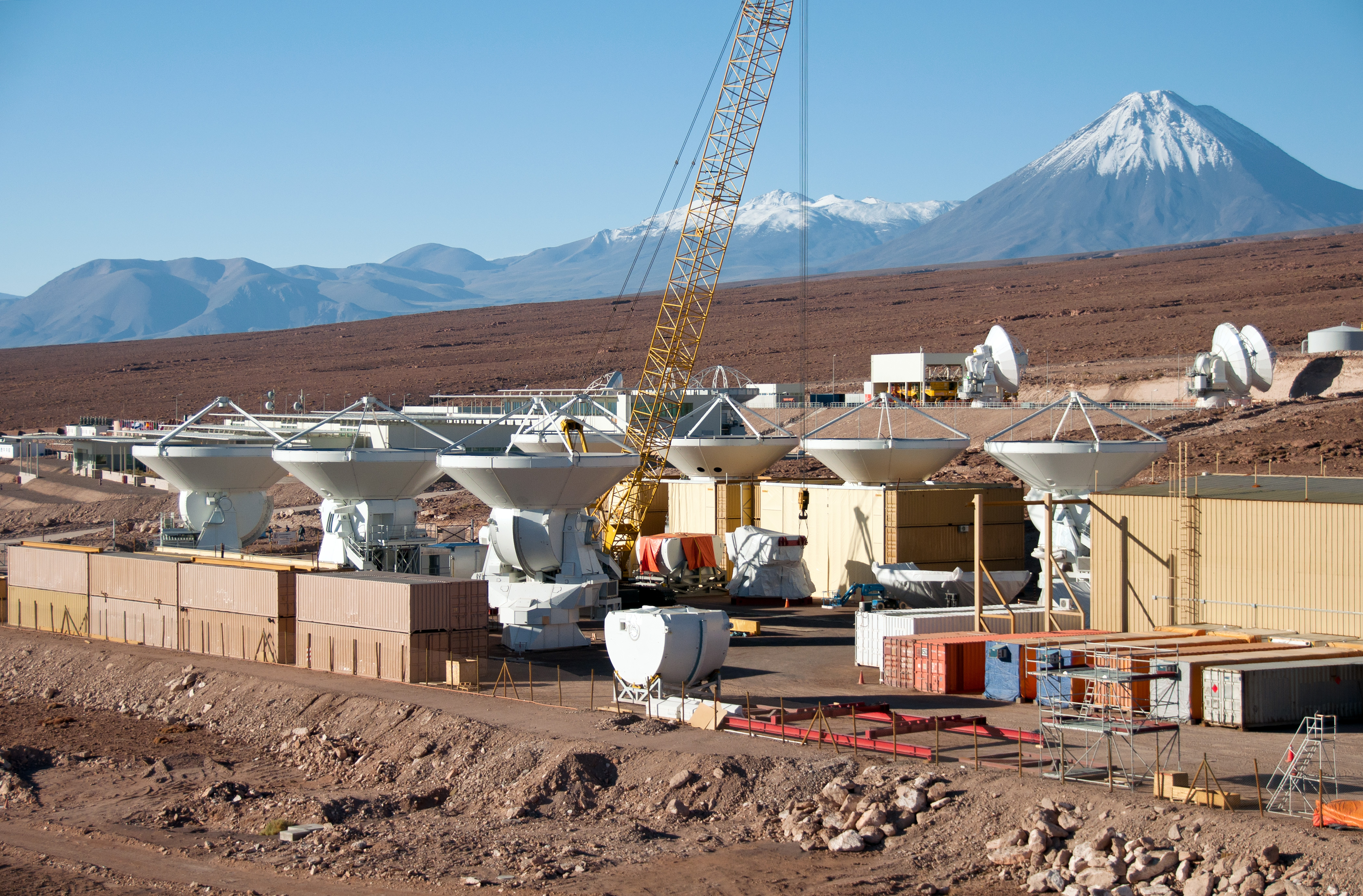
歐洲一個工業工程設計的無線電望遠鏡工廠

工業工程（Industrial Engineering）、運籌學（Operations Research）和系統工程（Systems Engineering）是研究如何分析複雜系統並建立抽象模型從而改進系統的學科。與傳統工程學及數理學科不同，這一領域的重點在於研究決策者（人）在複雜系統中的作用。傳統上，工業工程師的工作集中在設計、執行、評估和改進集合人力、資金、信息、知識、廠房、設備、能源、物料和流程的製造業生產系統。近年來，更多的工業工程師投身到諸如物流、信息、金融、醫療、藥劑、護理、服務、研發、國防等等眾多產業當中從事系統分析與改進工作。簡短的說，工業工程師能在幾乎任何領域當中發揮作用。工業工程師在獲得工業工程學位之前也往往擁有數學、自然科學、社會科學、統計、計算機或其他工程學位。工業工程師從系統科學的角度出發，理性化地處理系統中的不確定因素及複雜交互作用，從而解決產業系統中的重大管理問題和優化系統。計算機應用的深入幫助工業工程師能夠應對更為複雜的問題。這些對企業的盈利能力和長遠發展有著深遠意義。
美國工業工程師學(AIIE)在1955年對工業工程做出定義：工業工程是综合應用數學、應用物理和社會科學的專門知識、技能以及工程分析和設計的原則和方法，對人員、物料、信息、設備和能源組合而成的綜合系統進行設計、改進和實施，並且對系統的成果進行鑑定、預測和評估。
在精益制造系统中，工業工程師致力於消滅在生產過程中對時間、經費、材料、能源以及其他資源的浪費。他們使過程更加有效率，產品質量穩定並且更容易製造，產量得到提高。
同大多數工程學科非常專業化的應用領域不同，工業工程在幾乎每一種產業中都有廣泛應用。例如如何縮短在主題公園前排起的長隊，優化操作方法，全球貨物派送（供應鏈管理），製造更加價格低廉並且可靠的車輛等。
工業工程這一名稱很容易招致誤解，起初，工業工程名為科學管理，而在現在，大韓民國（韓國、南韓、南朝鮮）等國家工業工程被稱作產業工程，這更符合它現在的應用範圍。它最初被應用於製造業，然而現在，它已經在其他相關的服務和產業得到廣泛的應用。工業工程的也往往被稱作运作管理、系統工程和工程管理等等。

## 專業領域
一個工業工程師的專業包括以下元素的部分或者全部。仅仅接受过有限教育或者实践经验有限的应用者可能只熟悉以下的少数类型。
- 關於需求
  - 对和产品质量或者设计产品的困难度有关的问题进行调查。
  - 调查有关产品生产过程或其机械性能表现的问题。
  - 在適當的时机应用优化过的设计。
- 對產品而言（短期）(short term)
  - 对完整产品设计的分析，从而决定整个生产过程如何划分成不同的步骤或者说工序，以及在过程中特定的阶段如何生产零部件。这需要对经销商和企业所能够提供的工具有着充分的了解。
  - 规范在制造或者组装产品的每一个步骤中都将得到应用。这包括那些应该被设计和制造出来的机器，工具，夹具和固定设备以及安全保障措施。任何与质量有关的手续和限制，例如ISO9000标准系列，都应该得到重视。这将要求工业工程师对健康安全以及质量政策有了解。同时也有可能牵涉到对数控机械的程序编制。
  - 对时间的测量或者计算要求工业工程师采用特定的方法，考虑到操作员的熟练程度。这被用来计算操作的成本，从而使得对组装或制造流水线的平衡或者对生产能力的判定成为可能。这被称作行为研究。所记录下的时间数据在价值分析中仍然适用。
  - 库存的规范，处理和运输的标准，以及组装和完成产品使用的设备，或者在整个过程中的任何中介过程。通过对这些问题的研究，可以消灭意外损坏的可能性，最小化所需要的资源。
- 對過程而言（中期）(normal term)
  - 决定整个过程的维护计划。
  - 评估在整个过程中产品的范围，调查通过对现存的工具的改进或者购置更有效率的设备所能带来的效率提高。这可能包含外部采购等方面。这需要对设计技巧和投资分析的专业知识。
  - 审查单独的产品在整个生产过程中的流动，从而寻找出可以通过产品重设计而带来的改进，从而减少或者消灭由于生产过程带来的成本，或对使用的工具，方法，配件进行标准化。
- 大局（長期）(long term)
  - 分析产品在工厂中的流动以提高总体效率，分析是否最重要的产品在过程或者机器方面得到了最高的优先权。这意味着将最赚钱的产品的输出最大化。这需要对统计分析，排队论等领域的专业知识，以及工厂布局设计能力。
  - 训练新的工人，教导他们使用机器或者在流水线上从事工作。
  - 安排规划，对于新产品或者工序及时引进，及时作出必要的改变。
  - 总的来说，对整个公司元素的结构和安排，例如销售，采购，计划，设计和财务的全面理解，包括良好的沟通技巧。当今的实践中同样需要积极参与以及团队协作精神。

### 領域包括
運籌學（包括：優化學與數學規劃，動態規劃，優化算法，系統仿真，隨機過程，馬爾可夫鏈和馬爾可夫決策過程，排隊論，存儲論，決策分析，博弈論 等），管理科學，決策科學，人工智能，概率和統計方法，預測學，系统集成，系統工程，大系統控制理論，工業戰略管理，生產系統，運作管理，價值鏈管理，供應鏈管理，物流工程與管理，交通運輸系統，服務管理，技術管理，產品開發管理，品質工程和管理，可靠性工程，六標準差改善方法論，精益制造，再造工程與流程改進，電子商務，信息系統工程與管理，知識管理，數據挖掘，工程經濟學，組織系統工程，蒙地卡羅模擬法，製造系统MES，廠房設計，倉储管理，工作空間設計與設備管理，人因工程學 ，失效模式分析(FMEA)，實驗設計(DOE)，作業管理(OM)，資料探勘，高等統計作業法，同步工程，類神經預測法，運輸規劃，數位人體模型，生物力學，製程能力分析，統計推論與應用，CAD/CAM，文件／知識管理，應用機率，系統化創新工程，資料挖礦，計算金融學、微電腦應用，演算法與應用等等。

## 工業工程課程
工業工程學士學位通常要求學生在修完基礎學科（人文藝術、自然科學及社會科學），數學（微積分、工程數學、概率、統計、微分方程、積分方程與數值分析等），和基礎工程學科（力學、熱學、電學、磁學、化學等）後研修以下課程：
- 工程經濟
- 工業工程管理
- 電腦輔助設計和電腦輔助製造
- 系统分析與設計
- 系统仿真（特别是離散不確定系統仿真）
- 確定系統運籌學（數學規劃 / 優化學）
- 隨機系統運籌學（馬爾可夫鏈，排隊論等）
- 人因工程
- 安全工程
- 數學建模
- 製造系统
- 生產系統的調度與控制
- 廠房設計或工作空間設計
- 供應鏈管理 / 物流工程學
- 質量控制 / 統計過程控制
- 工作研究
- 管理信息系统

## 价值工程
价值工程是基于如下命题：在任何复杂的产品中，80%的顾客只需要20%的功能，通过集中于产品研发，人们可以为市场主体制造更加优良的产品，同时使用较少的成本。当顾客需要更多功能的时候，这些功能作为可选配件提供。这个措施在工程作为主要成本的复杂的机电产品，例如电脑打印机中非常有用！
为了减少一个计划的工程和设计成本，经常把总体分解成各种可以一次设计和制造完成并且对很多相似产品都可以适用的零部件。例如，一个典型的磁带播放机有一个使用精密注射铸造制造而成的磁带卡座，这是由小工厂制造生产并检验，并且提供给比其大得多的公司作为零部件的。这个卡座的工具设计成本被大量不同型号的产品平均，其他的产品只需要设计出合适的安装位置就可以了。